# Uysanus errans
Uysanus errans är en insektsart som först beskrevs av Ronald Gordon Fennah 1957.  Uysanus errans ingår i släktet Uysanus och familjen Flatidae. Inga underarter finns listade i Catalogue of Life.